# Hainault metróállomás
A Hainault a londoni metró egyik állomása a 4-es zónában, a Central line érinti.

## Története
Az állomást 1903. május 1-jén adták át a Great Eastern Railway részeként. 1908-tól nem üzemelt, majd 1930. március 2-án a London & North Eastern Railway indította újra. 1947. november 29-én ez is megszűnt, 1948. május 31-én a Central line végállomásaként nyitották újra, majd november 21-étől már átmenő állomásként üzemel.

## Forgalom
| Járat | Útvonal | Gyakoriság      |
| ----- | --- | --------------- |
|       | Hainault – Fairlop – Barkingside – Newbury Park – Gants Hill – Redbridge – Wanstead – Leytonstone – Leyton – Stratford – Mile End – Bethnal Green – Liverpool Street – Bank – St. Paul’s – Chancery Lane – Holborn – Tottenham Court Road – Oxford Circus – Bond Street – Marble Arch – Lancaster Gate – Queensway – Notting Hill Gate – Holland Park – Shepherd’s Bush – White City – East Acton – North Acton – West Acton – Ealing Broadway | 5-10 percenként |
|       | Hainault – Grange Hill – Chigwell – Roding Valley – Woodford | 20 percenként   |

## Átszállási kapcsolatok
| Állomás  | Átszállási kapcsolatok  |
| -------- | ----------------------- |
| Hainault | Helyi buszok (Hainault) |

## Fordítás
- Ez a szócikk részben vagy egészben  a   Hainault tube station című angol Wikipédia-szócikk fordításán alapul.  Az eredeti cikk szerkesztőit annak laptörténete sorolja fel. Ez a jelzés csupán a megfogalmazás eredetét és a szerzői jogokat jelzi, nem szolgál a cikkben szereplő információk forrásmegjelöléseként.